# Intourist

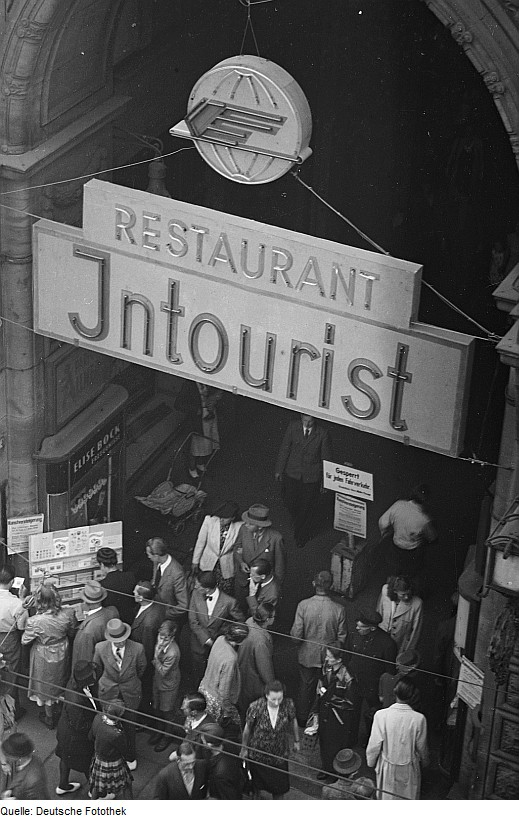
Ingang van het restaurant van Intourist in Leipzig (1948)

Intourist (Russisch: Интурист) was vroeger de enige organisatie die buitenlandse toeristen in de Sovjet-Unie mocht opvangen, huisvesten en rondleiden. De naam is een samentrekking van Иностранный турист (inostrannyj toerist), ‘buitenlandse toerist’. De organisatie is gesticht in 1929. Toen in december 1991 de Sovjet-Unie ontbonden werd, bleef Intourist bestaan. In 1992 werd het bedrijf geprivatiseerd. Momenteel exploiteert Intourist nog steeds 144 reisbureaus en een groot aantal hotels in Rusland. Sinds eind 2019 is Intourist eigendom van het Turkse concern Anex Tour.

## Geschiedenis tot 1992
In de Sovjettijd was Intourist een van de grootste reisorganisaties ter wereld. Ze exploiteerde hotels, restaurants, wisselkantoren en busmaatschappijen, ze zorgde voor wegonderhoud en gaf ook publicaties uit. De leiding was nauw verweven met de NKVD en later de KGB. Intourist had vrijwel het monopolie op de opvang van buitenlandse toeristen in de Sovjet-Unie. Vanaf februari 1967 mochten Sovjetburgers zonder visum Bulgarije, Hongarije, Roemenië, Tsjecho-Slowakije en de DDR binnen. Toen ging Intourist ook reizen voor Sovjetburgers naar die landen organiseren.
In de Sovjet-bezettingszone in Duitsland, tussen 1945 en 1949 de voorloper van de DDR, mocht Intourist ook opereren. Ze had daar een hele keten van hotels en restaurants. In 1951 werden die bijna allemaal overgenomen door de Handelsorganisation, de door de DDR opgezette winkel- en horecaketen. Een uitzondering was het Hotel Newa in Oost-Berlijn, dat nog tot in de jaren zeventig van de 20e eeuw in handen van Intourist bleef.
Intourist had een vertegenwoordiging in een groot aantal landen; ook in Amsterdam was er een. Ook nu nog zijn er Intourist-vertegenwoordigingen buiten Rusland; die in het Verenigd Koninkrijk is echter omgedoopt in IntoRussia en die in Canada in Intours.

## Intourist als onderdeel van Sistema en Thomas Cook
in 1992 werd Intourist overgenomen door het Russische concern Sistema, dat zich vooral bezighoudt met telecommunicatie, het bank- en verzekeringswezen en onroerend goed. Intourist beperkt zich sindsdien tot het verzorgen van vakanties voor buitenlandse toeristen die naar Rusland komen en heeft op dat terrein geen monopoliepositie meer. Naast reisbureaus heeft Intourist nog steeds een groot aantal hotels, die doorgaans Hotel Intourist heten, maar ook Hotel Peking in Moskou wordt door Intourist geëxploiteerd. 
In 2010 nam de Britse Thomas Cook Group een minderheidsaandeel in Intourist. In eerste instantie had Thomas Cook alleen belangstelling voor de reisbureaus en niet voor de hotels, maar in 2018 nam het ook die over en kreeg het alle aandelen in handen. Na het faillissement van de Thomas Cook Group werd Intourist eind 2019 een onderdeel van Anex Tour.
De hotels van de Cosmos Group, waarin Intourist in 2006 een meerderheidsbelang kreeg, bleven in 2018 onderdeel van Sistema.